# Vanilla Ninja
Vanilla Ninja est un groupe féminin de rock estonien, originaire de Tallinn. Formé en 2002, il se fait connaître du public estonien lors de sa participation à l’Eurolaul 2003. Le succès est au rendez-vous lors de la sortie de l’album éponyme Vanilla Ninja en 2003. La popularité du groupe ne s’est jamais démentie depuis, au point qu’une marque de crème glacée et de kohuke sont publiées sous son nom. En 2004-2005, le groupe se fait connaître en Europe centrale avec Traces of Sadness et Blue Tattoo, ce qui lui vaut d’être sélectionné pour représenter la Suisse pour le Concours Eurovision de la chanson 2005. 
Vanilla Ninja est surtout connu en Estonie, en Allemagne, en Autriche, en Suisse et en Pologne, mais son audience croît dans le reste de l’Europe, ainsi qu’en Amérique (États-Unis, Brésil) ou en Asie (Japon). Le groupe cesse ses activités en 2008.

## Biographie

### Formation et débuts (2002–2003)
Le groupe est formé comme quatuor à la fin de l’été 2002 par Sven Lõhmus, compositeur et producteur pour le label TopTen. Il réunit deux groupes d’amies, Maarja Kivi et Lenna Kuurmaa, remarquées lors de concours de chant l’année précédente, et Piret Järvis et Katrin Siska, qui cherchaient à monter leur groupe. Kivi est choisie pour être la chanteuse principale, secondée par Lenna Kuurmaa. Le groupe pourrait être considéré comme un assemblage artificiel à des fins commerciales, mais ses membres s’en défendent en expliquant qu’elles ne sont pas cette galerie de personnages typés que l’on rencontre dans ce type de formation, et qu’elles prennent part au processus de création artistique. Surtout, les quatre chanteuses reprennent rapidement leurs instruments, ce qui renforce la physionomie pop rock du groupe et le démarque des formations du type girls band : Piret Järvis et Lenna Kuurmaa à la guitare, Maarja Kivi à la basse, Katrin Siska aux claviers,.
Premier obstacle : baptiser le groupe. Les filles souhaitent l’appeler Ninja, mais le nom est déjà utilisé par un DJ. Finalement, Sven Lõhmus et Piret Järvis choisissent Vanilla Ninja, construit comme un oxymore : la vanille renvoie à la douceur féminine et la blondeur des membres du groupe, et la référence aux ninjas à leur force de leur caractère (elles savent ce qu’elles veulent et se battent pour l’obtenir) et leur musique rythmée. Le groupe assume la référence au girl power.
Leurs deux premières chansons, Nagu rockstaar et Purunematu, composées par Sven Lõhmus sur des paroles de Järvis, sont chantées en estonien et apparaissent dans des compilations réalisées par TopTen, Sügishitt 2002 (littéralement « hits de l’automne ») et Talvehitt 2003 (littéralement « hits de l’hiver »), et passent relativement inaperçues. Un troisième titre, Vanad teksad ja kitarr, est intégré dans Suvehitt 2003 (littéralement « hits de l’été ») ; cette fois, la nouvelle notoriété de Vanilla Ninja lui vaut d’être mentionné sur la couverture du disque.
En effet, entre-temps, Vanilla Ninja participe à l’Eurolaul 2003 (8 février) avec Club Kung-Fu, cette fois en anglais. Le concours débouche sur un résultat paradoxal : les votes par téléphone placent le groupe loin devant les autres concurrents, mais la décision revient à un jury international, qui place Vanilla Ninja 9e ex aequo sur 10. C’est finalement Ruffus qui représente l’Estonie lors du Concours Eurovision de la chanson 2003. Avec le recul, les membres du groupe semblent partager l’opinion du jury, car elles estiment qu’elles n’avaient pas alors l’expérience nécessaire pour participer à ce type de compétition.
Le bon accueil du public lors de l’Eurolaul fait de la sortie de Vanilla Ninja (mai 2003) un véritable triomphe, avec plus de 300 000 albums vendus dans un pays de moins d’1,5 million d’habitants. À cette période, le lancement de Vanilla Ninja est le plus gros succès de TopTen. Il est alors évident que le groupe est à l’étroit dans les frontières estoniennes et peut espérer une carrière internationale. En novembre 2003, TopTen présente Vanilla Ninja à David Brandes, compositeur et producteur pour le label Bros Music, propriété de la major Sony BMG Music Entertainment.

### Conquête de l’Europe (2003–2005)

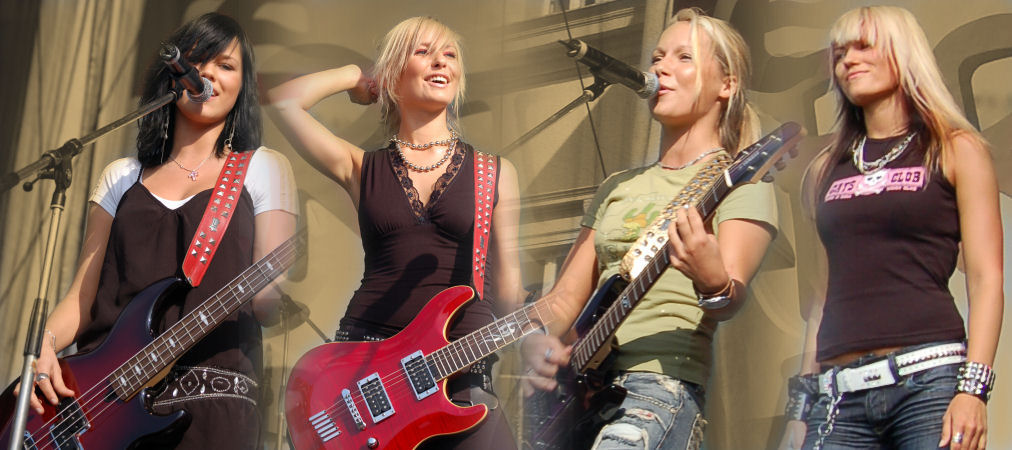
Formation de Vanilla Ninja (2004-2005) ; de gauche à droite : Triinu Kivilaan, Piret Järvis, Lenna Kuurmaa, et Katrin Siska.

Au départ, David Brandes est réticent, mais accepte de produire un single. Tough Enough sort en novembre 2003, et rencontre un vif succès en Allemagne, en Autriche et en Suisse. Amplement diffusé par la télévision (en particulier la chaîne musicale VIVA), les radios et les boîtes de nuit, le titre se hisse parmi les vingt premiers dans les hit-parades allemand et autrichien.
Vanilla Ninja signe alors un contrat avec Bros Music et commence à travailler à son nouvel album avec David Brandes. Les singles Don’t Go Too Fast et Liar (24 mai 2004) sortent au cours de la réalisation de l’album, et atteignent les classements estoniens,. Ces titres construisent la popularité du groupe : Traces of Sadness, sorti en juin 2004, est certifié disque d'or en Allemagne et en Autriche, et se classe 1er en Estonie, 3e en Allemagne, 4e en Autriche et 14e en Suisse. Cette même année, le groupe est nommé pour un Bravo Otto dans la catégorie « groupe pop ».
C’est pourtant la Suisse qui, au cours de l’été 2004, choisit Vanilla Ninja pour la représenter lors du Concours Eurovision de la chanson 2005 et tenter de rompre avec les mauvais résultats qui s’enchaînent depuis la 3e place obtenue à l’Eurovision 1993. Le choix est habile : le groupe jouit d’une certaine notoriété dans le pays, mais, comme il est interdit de voter pour son représentant, le comité suisse mise sur la plus grande popularité de Vanilla Ninja dans le reste de l’Europe. La justesse du calcul semble être confirmée avec la sortie de When the Indians Cry, quatrième single de Traces of Sadness, qui se classe parmi les dix premiers en Allemagne et en Autriche, mais 27e en Suisse.
À peine annoncée, la participation de Vanilla Ninja à l’Eurovision 2005 est compromise. Maarja Kivi, enceinte, décide de quitter le groupe en juin 2004 pour mener sa grossesse à terme. En juillet 2004, Triinu Kivilaan, elle-même bassiste et qui avait fait la connaissance des membres du groupe quelque temps auparavant, est choisie pour la remplacer. Elle est âgée de 15 ans, alors que le règlement du concours interdit la participation aux interprètes âgés de moins de 16 ans. Comme Kivilaan aura atteint cet âge quelques mois avant la compétition, la Suisse maintient son choix, car la restriction d’âge ne s'applique qu’au moment du concours même. Kivilaan fait sa première apparition officielle dans le vidéo-clip de When the Indians Cry. Sa ressemblance avec Maarja Kivi permet une transition en douceur.
Le premier DVD du groupe, Traces of Sadness (Live in Estonia), sorti le 30 août 2004, est l’enregistrement d’un concert donné par Vanilla Ninja et dans lequel on retrouve les titres de Traces of Sadness. Un second DVD sort le 2 décembre 2005 en même temps que Best of. Intitulé Best of: The Video Collection, il regroupe les vidéo-clips tournés pour les extraits de Traces of Sadness, Blue Tattoo et Best of.
Vanilla Ninja et David Brandes commencent à travailler à un nouvel album, dont le public a un premier aperçu en novembre 2004 avec la sortie de Blue Tattoo, qui est un nouveau succès. Au début de l’année 2005, Vanilla Ninja effectue une tournée en Asie pour promouvoir Traces of Sadness, entre autres, au Japon, en Chine, en Thaïlande et en Malaisie. À son retour en Europe, le groupe sort deux singles coup sur coup, I Know et I Know (Unplugged), suivis du troisième album, Blue Tattoo, qui comprend la chanson composée pour le Concours Eurovision de la chanson 2005, intitulée Cool Vibes. Le résultat obtenu par la Suisse l’année précédente implique de franchir l’étape de la demi-finale. Vanilla Ninja obtient la 8e place et se qualifie pour la finale avec des pronostics très favorables. Cool Vibes est en tête pendant une partie du comptage des voix, mais finit 8e.

### Rupture avec David Brandes (2005)

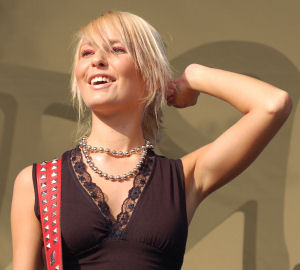
Piret Järvis en 2005.

Cool Vibes est logiquement choisi pour être le nouveau single du groupe. Vanilla Ninja ne tourne pas dans la vidéo, où sont insérées des images de son interprétation de la chanson lors de l’Eurovision et des vidéo-clips précédents. Or, il s’avère que certaines images ont été prises (sans autorisation) d’une vidéo du groupe Deine Lakaien réalisée en 1994.
Cette affaire vient après une autre tout aussi grave : en mars 2005, il apparaît que David Brandes a acheté des milliers de singles des artistes qu’il produit, notamment When the Indians Cry et Run and Hide, de Gracia[Lequel ?], sélectionné pour représenter l’Allemagne au Concours Eurovision de la chanson 2005, afin de fausser les classements du hit-parade allemand. Tous les titres de Vanilla Ninja, ainsi que d’autres artistes produits par David Brandes, en sont donc exclus pour trois semaines, puis trois mois, à compter du 11 avril 2005. Malgré cette affaire, la Suisse renouvelle sa confiance au groupe pour la représenter à l'Eurovision 2005.
Les relations se tendent entre Vanilla Ninja et David Brandes et, à la fin de l’année, les deux parties se séparent en très mauvais termes. Le groupe se trouve un nouveau producteur, Christoph Helbig et son équipe de Stage Division, et commence à travailler à son quatrième album. C'est alors que Bros Music sort la compilation Best of et un simple, Megamix, sans accord du groupe, si bien que celui-ci demande à ses fans de n’acheter aucun des deux titres.

### Signature avec Capitol (2005–2006)

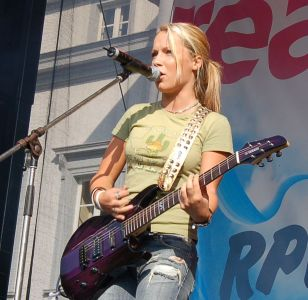
Lenna Kuurmaa chantant Cool Vibes.

En 2005, le label japonais Pony Canyon est chargé de commercialiser sous son nom les enregistrements de Vanilla Ninja. Traces of Sadness est augmenté d’un DVD, mais Blue Tattoo est sorti sans changement. En outre, Pony Canyon édite un album, intitulé Silent Emotions, à partir des seconds CD des Limited Editions de Traces of Sadness et Blue Tattoo.
Après sa prise en charge par Stage Division, Vanilla Ninja signe un contrat avec Capitol Records, propriété du groupe EMI. Stage Division élabore un logo pour le groupe en collaboration avec ses membres. En décembre 2005, le groupe donne à Tallinn un grand concert auquel assistent plus de 10 000 personnes, et retransmis par la chaîne TV3. À cette occasion, Vanilla Ninja interprète deux chansons du futur album, Rockstarz et Silence. Peu après, Triinu Kivilaan annonce qu’elle quitte le groupe pour des motifs personnels, parmi lesquels le désir d’achever ses études, des désaccords sur le style musical ou la volonté de commencer une carrière solo. Lenna Kuurmaa, Piret Järvis et Katrin Siska annoncent qu’elle ne sera pas remplacée.
Le 27 janvier 2006, le label Bros Music sort un coffret intitulé Single Collection qui regroupe Tough Enough, Don’t Go Too Fast, Liar, When the Indians Cry et Blue Tattoo. Le premier single, Dangerzone, sort le 21 avril 2006 et connaît le succès de ses prédécesseurs. Love Is War est mis en vente le 19 mai suivant, mais ses résultats, bien que bons, sont inférieurs à ceux des albums précédents. Rockstarz, sorti en septembre, marche encore moins bien. C’est le début de dissensions avec leur label, qui ne veut pas sortir de troisième single vu les faibles résultats du précédent, que Vanilla Ninja attribue à un manque de promotion. Désaccord aussi avec Stage Division, qui ne veut pas organiser de concerts alors que le groupe veut remonter sur scène. En octobre 2006, Vanilla Ninja met un terme à son contrat avec Stage Division et EMI. Le 13 novembre 2006, le groupe annonce avoir un nouveau producteur, mais n’a toujours pas trouvé de nouveau label. 
Vanilla Ninja finit l’année 2006 en faisant la première partie du concert de P!nk à Riga (Lettonie) le 2 novembre et en organisant un concert à Tallinn le 10 décembre, qui servait aussi à marquer l’anniversaire de Katrin Siska. En 2006, EMI sort Love Is War au Japon avec deux pistes bonus : Love Is Just A War et My Name.

### Projets (2007)
Après quatre années bien remplies, Vanilla Ninja ne compte pas sortir de nouvel album en 2007, mais se concentrer sur la promotion de Love Is War, notamment au Brésil, où il doit sortir au mois de mars.
Le 3 février 2007, le groupe participe à l'Eurolaul 2007 avec Birds of Peace, composée par Elmar Liitmaa sur des paroles de Lenna Kuurmaa et Piret Järvis, mais se classe quatrième, laissant le soin à Gerli Padar de défendre les couleurs de l’Estonie au Concours Eurovision de la chanson 2007.

### Viña del Mar et nouveau single (2008)
Hector Faune, fondateur de Broken Records International, a l'idée de faire participer les Vanilla Ninja pour l'Estonie au festival Viña del Mar mais n'arrive pas à les joindre. Grâce à l'aide de deux fans polonais (Tomek et Yo-Tomek), il arrive enfin à contacter Lenna.
Le festival Viña del Mar est un rendez-vous audiovisuel très important en Amérique du Sud. Le concours se tient pendant trois jours. Les Vanilla Ninja représentent l'Estonie avec la chanson Birds of Peace, chantée en estonien et en anglais. Elles remportent le Silver Seagull pour la meilleure interprétation et aussi 10 000 $. Au Chili, les Vanilla Ninja sont très bien accueillies, elles ont donc comme projet de faire une tournée promo. Grâce à ce concours, les Vanilla Ninja ont pu rencontrer des artistes internationaux. Une collaboration avec Per Gessle, un membre du groupe suédois Roxette, débute. Le fruit de cette collaboration s'appelle Crashing Through the Doors, qui est le nouveau single du groupe. Il est passé sur la radio estonienne Skyplus le 13 mai 2008.

## Discographie

### Albums studio
- 2003 : Vanilla Ninja
- 2004 : Traces of Sadness
- 2005 : Blue Tattoo
- 2006 : Love Is War
- 2021 : Encore

### Singles
- 2003 : Club Kung-Fu
- 2003 : Tough Enough
- 2004 : Don’t Go Too Fast
- 2004 : Liar
- 2004 : When the Indians Cry
- 2004 : Blue Tattoo
- 2005 : I Know
- 2005 : I Know (Unplugged)
- 2005 : Cool Vibes
- 2005 : Megamix
- 2006 : Dangerzone
- 2006 : Rockstarz
- 2021 : Gotta Get It Right
- 2021 : No Regrets
- 2021 : The Reason Is You

### Compilations
Les chansons de Vanilla Ninja sont incluses dans de nombreuses compilations dans les pays où elles remportent le succès, mais les compilations réalisées par TopTen, à l’exception de celles de 2006, comprennent des inédits.
- Sügishitt 2002 (TopTen, 2002) : Nagu rockstaar
- Talvehitt 2003 (TopTen, 2002) : Purunematu
- Suvehitt 2003 * (TopTen, 2003) : Vanad teksad ja kitarr
- Sügishitt 2003 * (TopTen, 2003) : Ballroom Blitz (reprise d’une chanson du groupe Sweet), Club Kung Fu (hovery remix)
- Talvehitt 2005 * (TopTen, 2004) : Kauge kuu (version estonienne de Blue Tattoo)
- Suvehitt 2006 * (TopTen, 2006) : Dangerzone
- Talvehitt 2007 * (TopTen, 2006) : Rockstarz

N.B. : les albums suivis d’un astérisque sont ceux qui mentionnent Vanilla Ninja sur la couverture.

### Limited Editions
Traces of Sadness et Blue Tattoo sont aussi sortis sous la forme de Limited Editions. Il s’agit d’un album de deux CD : le premier est identique à la version normale, le second comporte des versions alternatives des chansons, unplugged ou classical (= avec accompagnement orchestral).

### Best of
- 2005 : Best of